# باتريك روش
باتريك روش (بالإنجليزية: Patrick Roche)‏ هو سياسي بريطاني، ولد في 1940. حزبياً، نشط في Northern Ireland Unionist Party ‏. وقد انتخب عضو الجمعية التشريعية الأولى لأيرلندا الشمالية عن دائرة وادي لاغان ‏ وقد انضم خلال فترته النيابية ‏ (15 يناير 1999 – 28 أبريل 2003)  للكتلة البرلمانية Northern Ireland Unionist Party ‏ وفي انتخابات الجمعية التشريعية لأيرلندا الشمالية، 1998 ‏، انتخب عضو الجمعية التشريعية الأولى لأيرلندا الشمالية عن دائرة وادي لاغان ‏ وقد انضم خلال فترته النيابية ‏ (25 يونيو 1998 – 15 يناير 1999)  للكتلة البرلمانية UK Unionist Party ‏.